# Madison (Ohio)
Pour les articles homonymes, voir Madison.
Madison est un village du comté de Lake en Ohio.
Il a été incorporé en 1867.
En 2010, sa population était de 3 184 habitants.